# Escalade en fissure

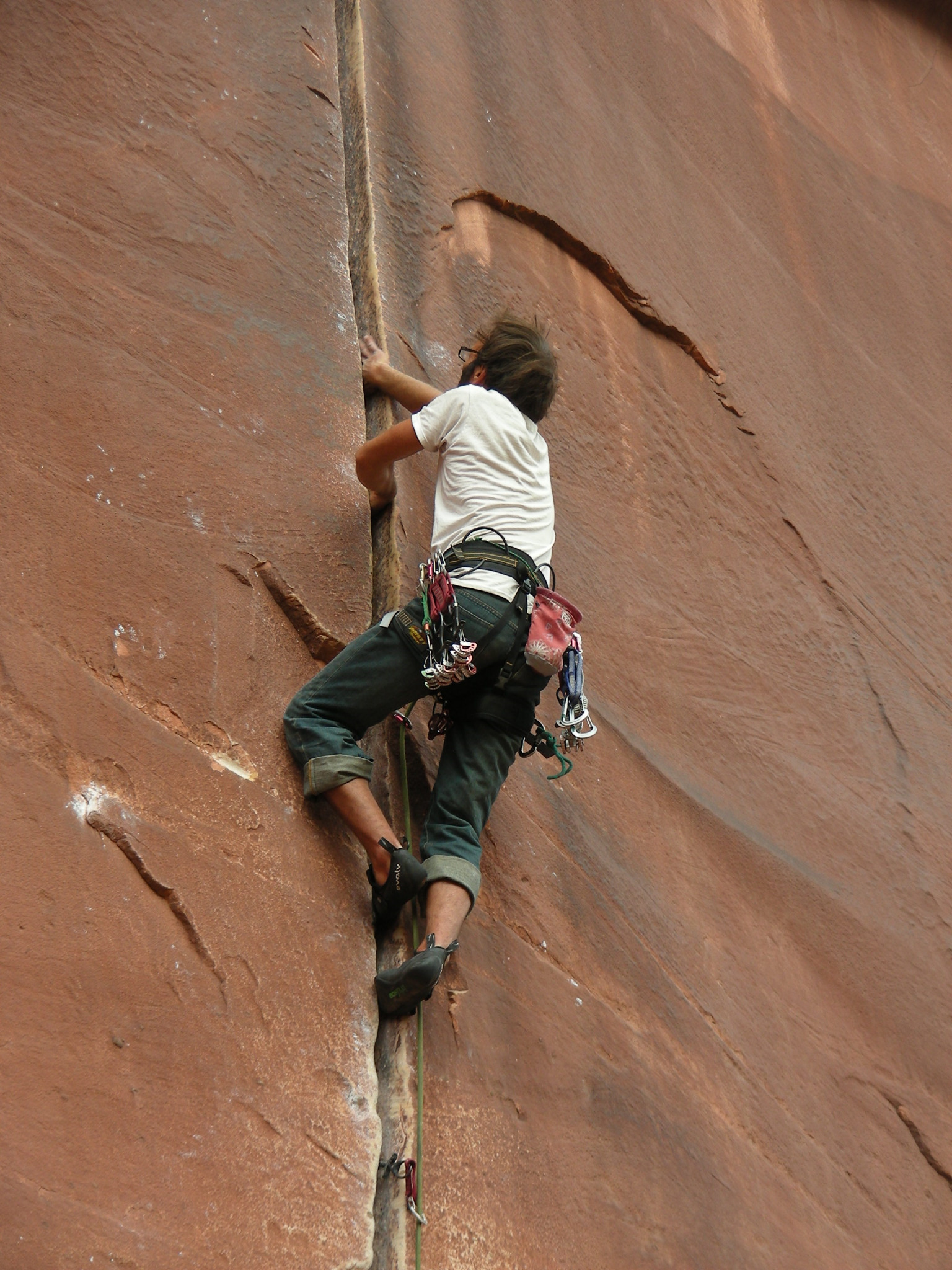
Progression avec des coincements de mains et pieds dans la fissure Coyne Crack (5.11+/7a), avec placement de protections amovibles.
Indian Creek (USA), 2011.

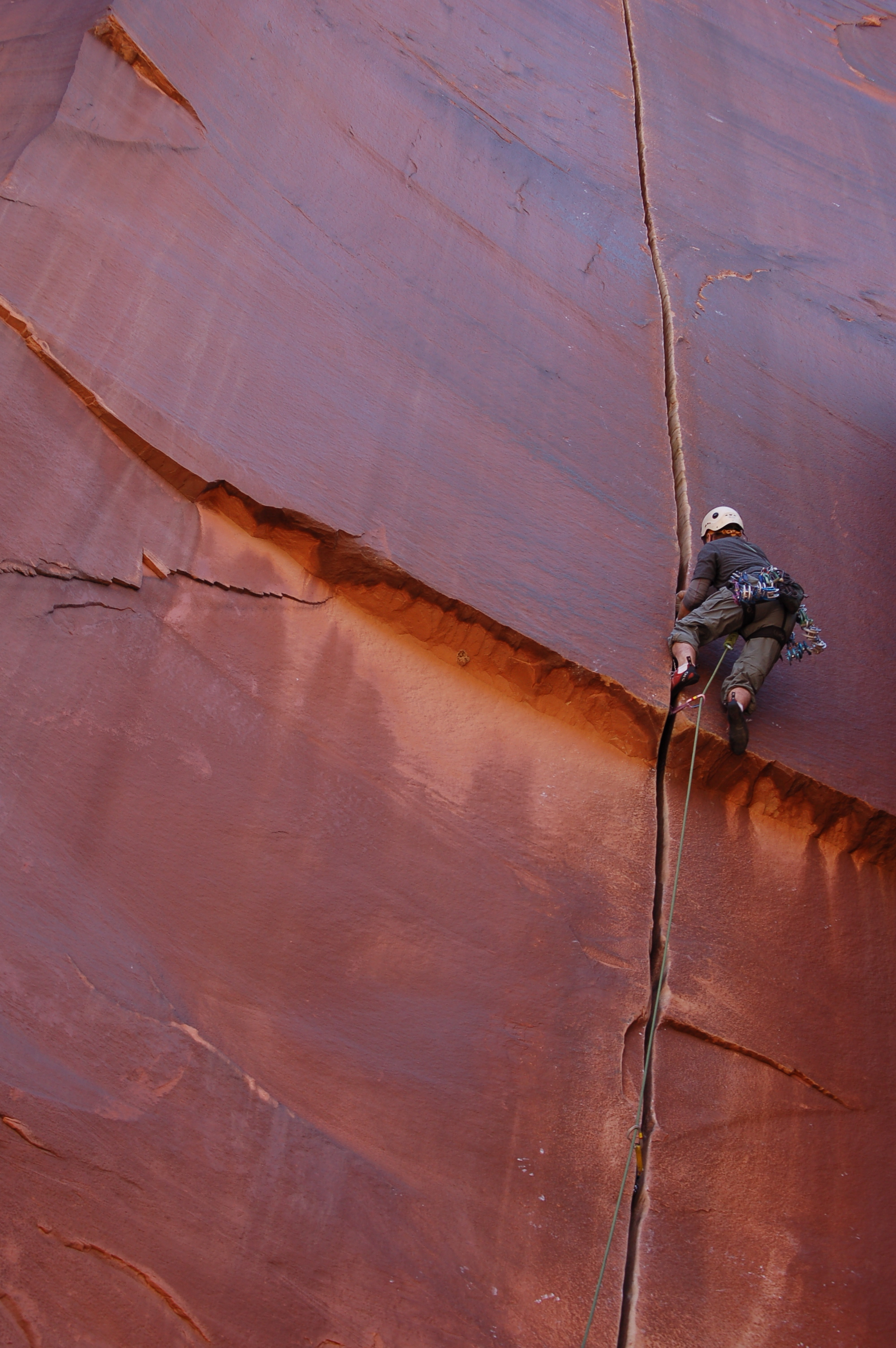
Escalade en fissure à Indian Creek, Utah. Avril 2010.

L’escalade en fissure est un type d'escalade rocheuse, pratiquée en grimpant le long de fissures en utilisant des techniques spécifiques de progression avec les mains et les pieds : verrous, coincements, oppositions. La taille des fissures varient d'une largeur permettant de rentrer les doigts à l'intérieur à des fissures assez larges pour permettre d'y rentrer le corps et d'étendre les membres. De nombreuses voies d'escalade traditionnelle suivent des fissures, puisqu'elles facilitent le placement de coinceurs.

## Histoire
Historiquement, les premières ascensions de sommets ou parois ont presque toujours été réalisées par l'escalade le long de fissures (ou d'arêtes), en raison de la facilité à placer des protections traditionnelles (piton, coinceur, sangles) capables d'arrêter la chute du grimpeur en tête. L'utilisation du terme « ligne » comme synonyme de voie d'escalade provient de cette pratique, car les fissures constituent souvent des lignes visibles du bas jusqu'en haut.
En escalade traditionnelle, différents moyens amovibles de protection ont été peu à peu adoptés pour la grimpe le long des fissures : pitons, coinceurs passifs (nœuds, coins en bois, nuts, hex) jusqu'aux coinceurs mécaniques modernes. À partir des années 1980 apparaissent des coinceurs mécaniques de grande taille, permettant de protéger les fissures les plus larges : les fissures « off-width » (en anglais, littéralement « largeur hors-tout »).
À partir des années 1990, l'escalade en fissure devient moins populaire pour plusieurs raisons. Ce style d'escalade est notamment concurrencé par le succès de l'escalade sportive : l'équipement permanent des faces (avec piton à expansion ou broche scellée) ne rendait plus indispensable la maitrise des techniques de fissure pour pouvoir grimper de manière sécurisante. De plus, avec la popularité de l'escalade en salle et la difficulté d'y travailler les techniques de fissure, les nombreux grimpeurs qui s'entrainent en salle se tournent désormais vers l'escalade de face quand ils pratiquent à l'extérieur.
En 2006, le Canadien Sonnie Trotter (en) a réalisé la première ascension en libre de la fissure Cobra Crack (cotée 5.14a/b soit 8b+/c) à Squamish, qui est alors la fissure la plus difficile réalisée en escalade traditionnelle. En 2011, Tom Randall et Pete Whittaker ouvrirent en libre Century Crack (5.14) longue fissure de 50 mètres en toit, considérée parmi les fissures off-width les plus difficiles.

## Styles de fissures

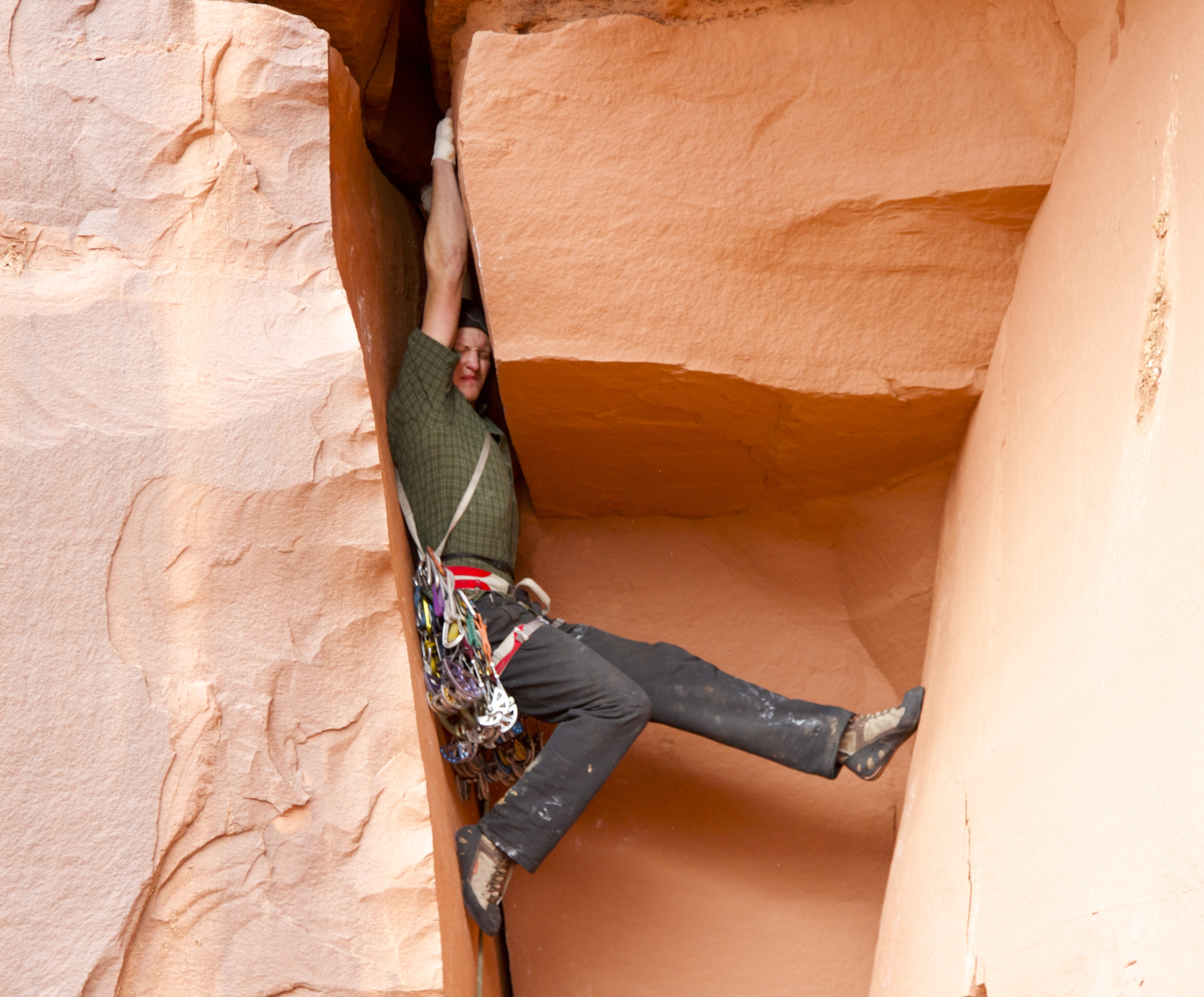
Progression en cheminée avec une technique d'opposition dos et pieds. Indian Creek (USA), 2013.

Dans le contexte de l'escalade, les fissures sont classées par leur largeur d'après les mensurations du grimpeur et les techniques de verrouillage possible. Les fissures à doigt (finger cracks en anglais) permettent seulement de rentrer des doigts et donc de réaliser des verrous de doigts. Les off-finger sont plus larges que les doigts mais ne permettant pas l'insertion de la main.
Les fissures à main (hand cracks) permettent les verrous de main et de pointe de pied ou bien la technique Dülfer.
Les fist cracks ou « fissures de poing » désignent les fissures permettant les verrous de poing et de pied.
Les fissures « off-width » (littéralement « largeur hors-tout ») sont très larges : elles ne permettent plus les verrous d'une seule main, mais ne permettent pas non plus l'insertion des jambes ou du haut du corps. Elles sont considérées comme les plus difficiles à escalader, obligeant à des mouvements de contorsion difficiles et inconfortables (verrou à deux mains, verrou avec coudes, etc).
Les cheminées sont des fissures assez larges pour permettre l'insertion complète du corps à l'intérieur : elles permettent des techniques variées d'opposition selon leur largeur.
Les changing corners sont des dièdres accolés obligeant à passer l'arête pour passer d'un dièdre à l'autre.

## Techniques
- Verrou, coincement
- Opposition
- Coinceur

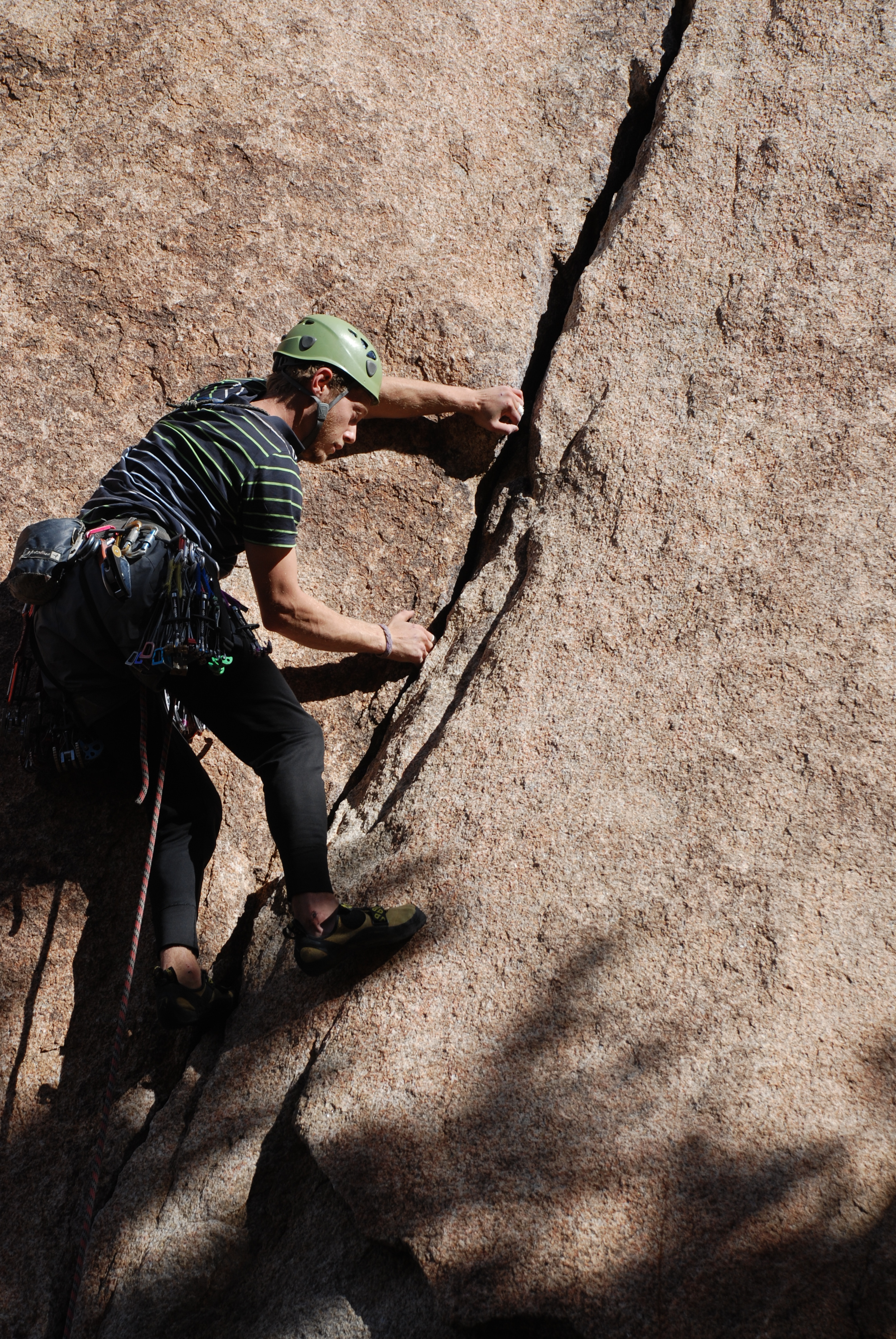
Technique Dülfer : opposition entre la traction des bras et la poussée des jambes
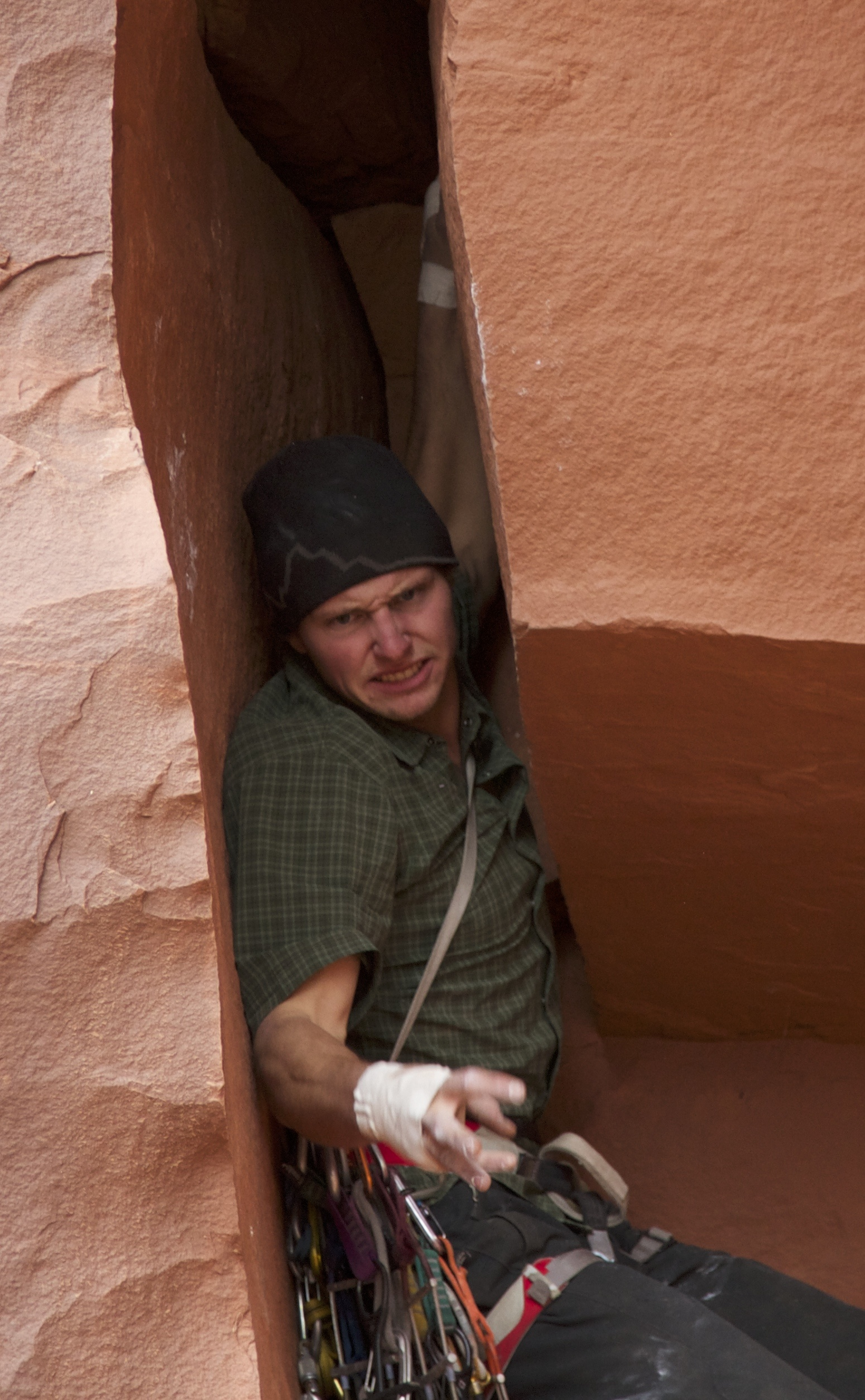
Coincements de corps
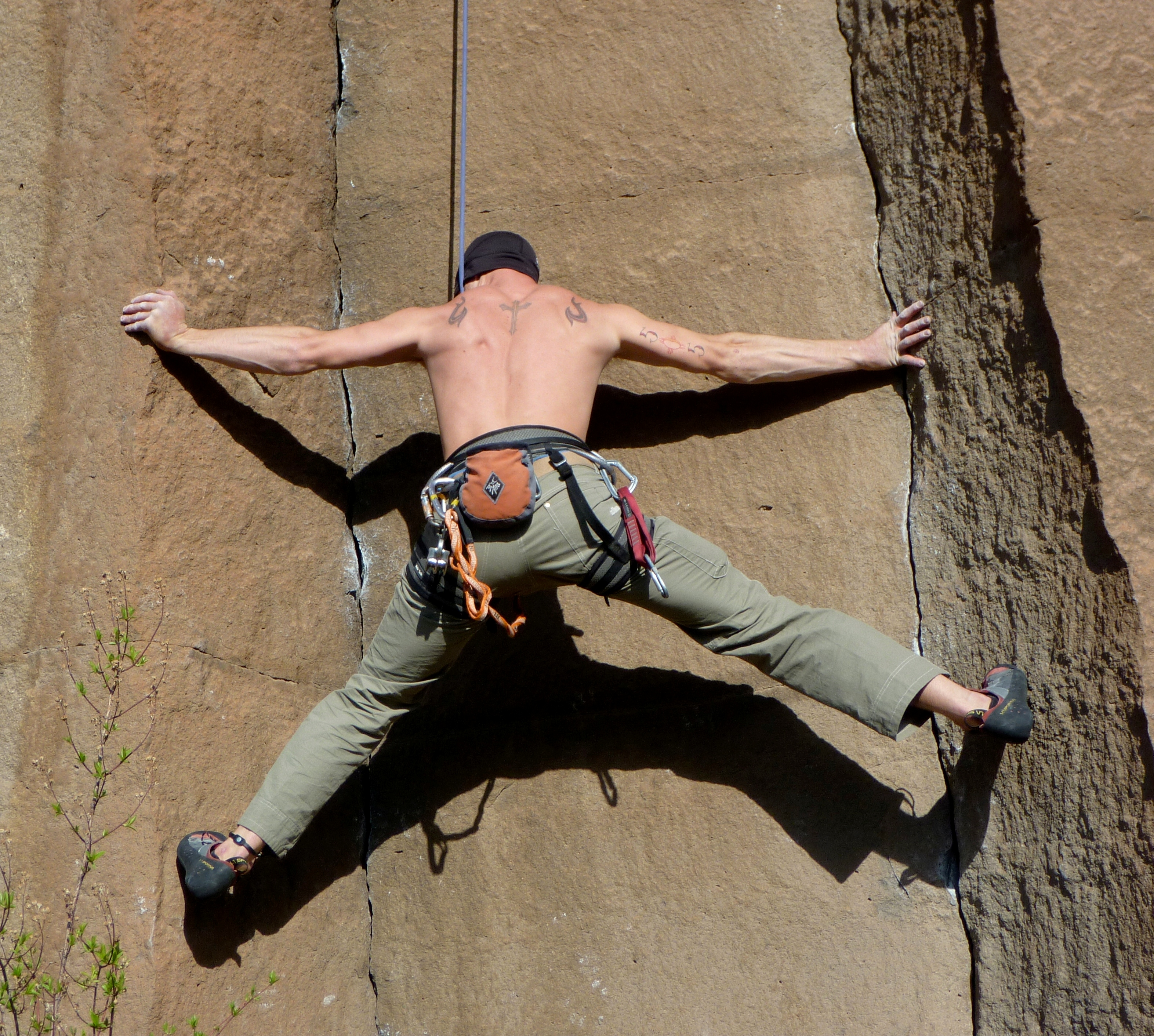
Opposition en cheminée
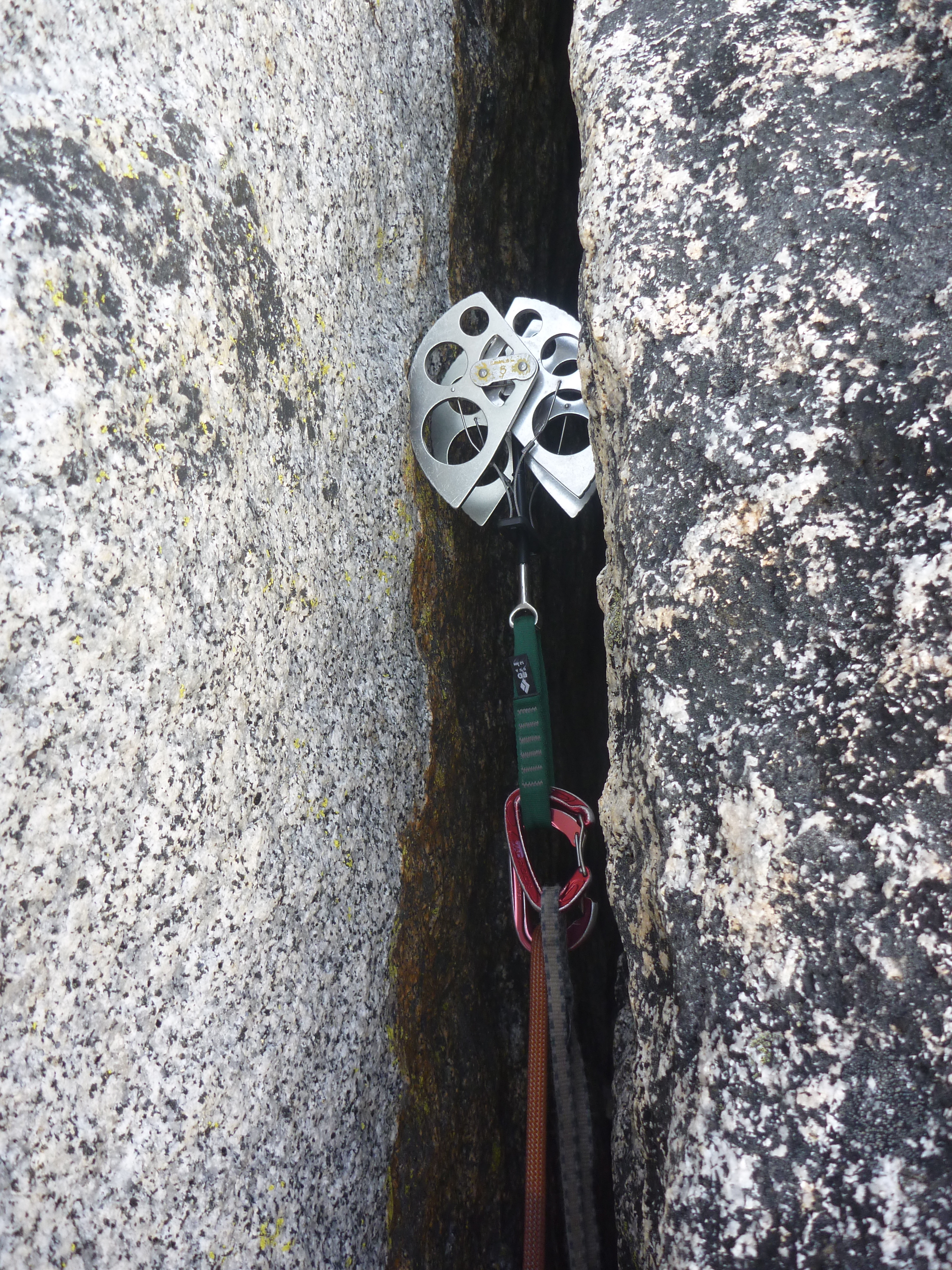
Coinceur mécanique dans une fissure évasée vers le bas
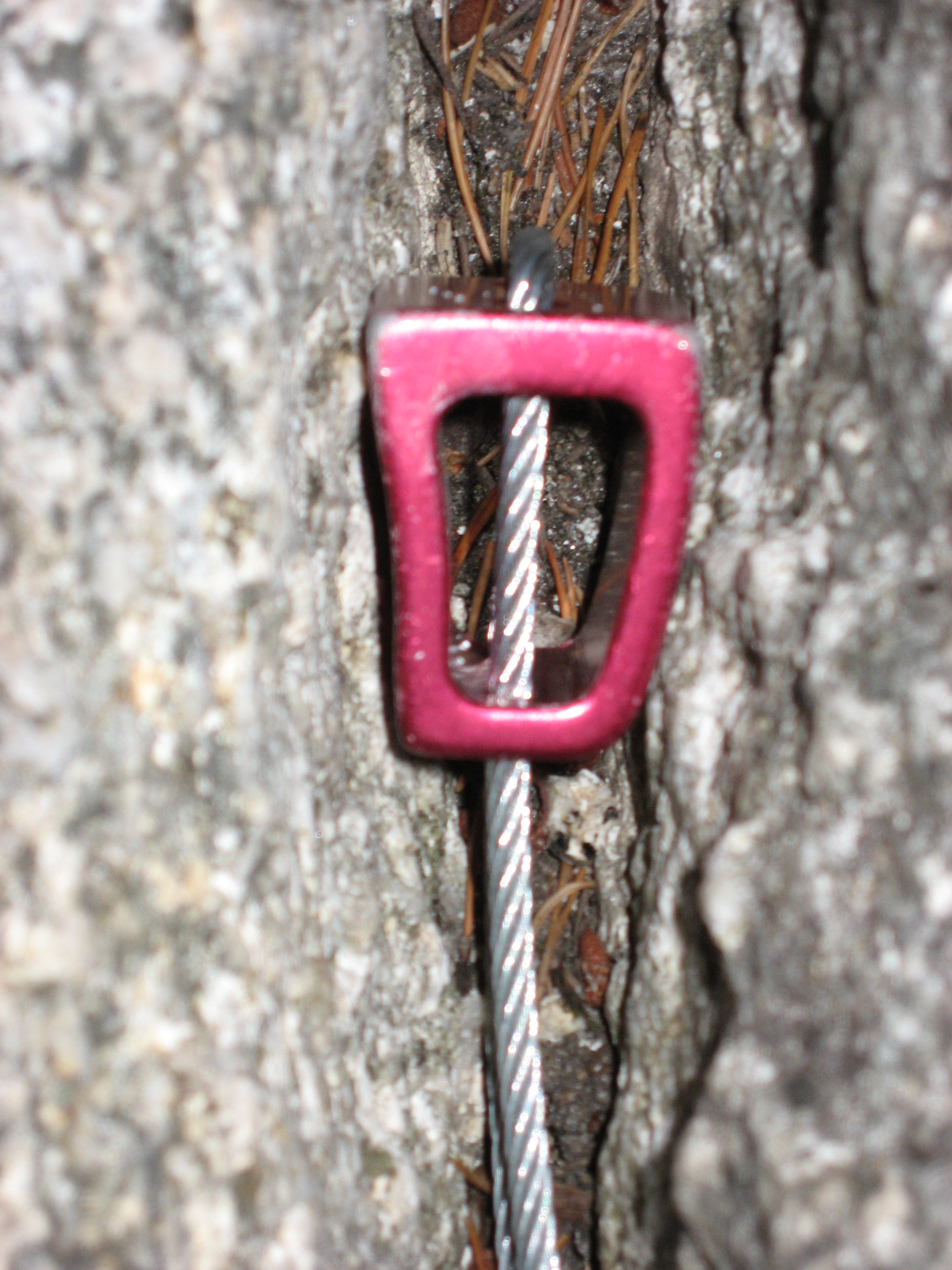
Bicoin dans une fissure se resserrant vers le bas